# Ephydatia muelleri
Ephydatia muelleri is een sponssoort in de taxonomische indeling van de gewone sponzen (Demospongiae). Het lichaam van de spons bestaat uit kiezelnaalden en sponginevezels, en is in staat om veel water op te nemen. 
De spons behoort tot het geslacht Ephydatia en behoort tot de familie Spongillidae. De wetenschappelijke naam van de soort werd voor het eerst geldig gepubliceerd in 1856 door Lieberkühn.